# Cnidoscolus loasoides
Cnidoscolus loasoides är en törelväxtart som först beskrevs av Ferdinand Albin Pax, och fick sitt nu gällande namn av Ivan Murray Johnston. Cnidoscolus loasoides ingår i släktet Cnidoscolus och familjen törelväxter. Inga underarter finns listade i Catalogue of Life.